# Scott Mellanby

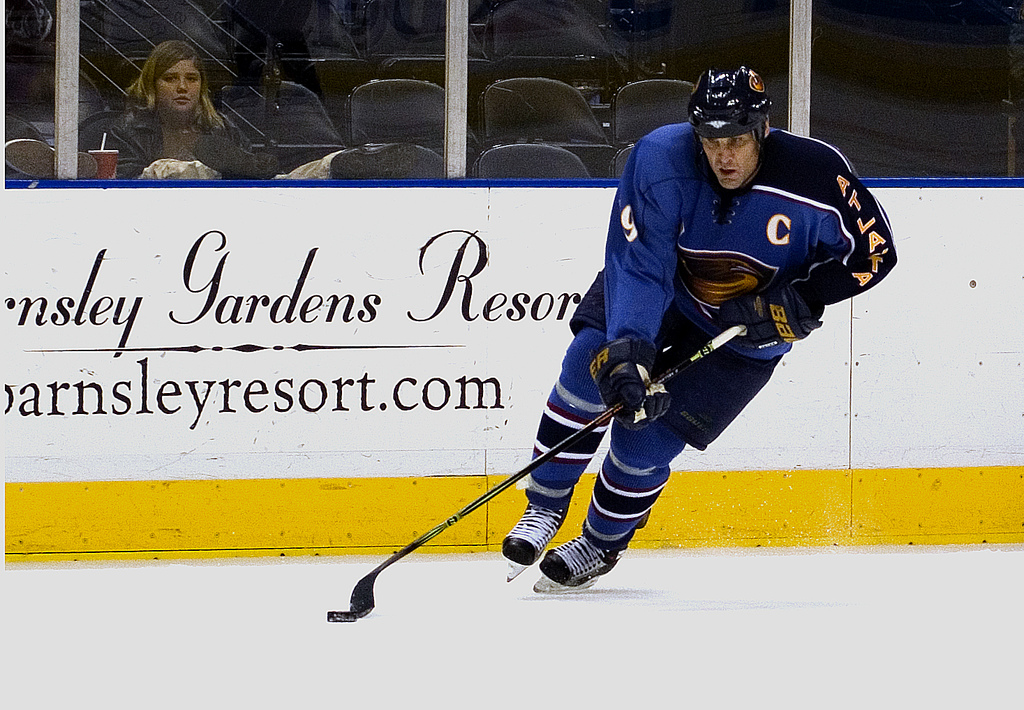
Scott Mellanby i Atlanta Thrashers

Scott Mellanby, född 11 juni 1966 i Montréal, är en kanadensisk före detta ishockeyspelare som spelade över 20 framgångsrika säsonger i NHL för klubbarna Philadelphia Flyers, Edmonton Oilers, Florida Panthers, St. Louis Blues och Atlanta Thrashers. Han avslutade sin karriär i NHL som lagkapten för Atlanta Thrashers säsongen 2006/2007 och var då en av de äldsta spelarna i NHL.
Mellanby skapade "The Rat Trick" efter att ha dödat en råtta med ett slagskott i omklädningsrummet före en match, varpå han senare gjorde 2 mål i matchen för sitt Florida Panthers.